# Copa Bullrich
A Copa Bullrich egy argentin labdarúgókupa volt. A kupát 1903-ban alapították meg, az utolsó tortnát pedig 1934-ban rendezték meg. 1905 és 1915 között másodosztályú klubok és első osztályú klubok tartalék vagy ifjúsági csapatai vettek részt a tornán.
A trófeát Buenos Aires egykori polgármestere Adolfo Bullrich adományozta, innen kapta a nevét a kupa. 

## Eredmények

### Győztesek
| Év   | Győztes                 |
| ---- | ----------------------- |
| 1903 | San Martín              |
| 1904 | Barracas (1)            |
| 1905 | Belgrano (1)            |
| 1906 | Porteño                 |
| 1907 | Gimnasia y Esgrima (BA) |
| 1908 | Atlanta                 |
| 1909 | Independiente           |
| 1910 | Racing Club             |
| 1911 | Nacional (Floresta)     |
| 1912 | Ferro Carril Oeste      |
| 1913 | Ferro Carril Oeste (1)  |
| 1915 | Gimnasia y Esgrima (LP) |
| 1916 | Liberal Argentino       |
| 1917 | Independiente (1)       |
| 1918 | Boca Juniors (1)        |
| 1919 | Estudiantes (LP) (1)    |
| 1920 | Alvear                  |
| 1922 | Central Argentino       |
| 1923 | Central Argentino       |
| 1926 | Unión (Caseros)         |
| 1934 | Boca Juniors (1)        |

- (1) – az első osztályban szereplő klub a tartalékcsapatával győzött